# Greetings from Asbury Park, N.J.
Greetings from Asbury Park, N.J. (Saludos desde Asbury Parck,N.J.) es el primer álbum de estudio del músico estadounidense Bruce Springsteen junto a la E Street Band, publicado por la compañía discográfica Columbia Records en enero de 1973. El álbum vendió en torno a 25 000 copias en su primer año, aunque obtuvo un notable respaldo crítico que favoreció el auge de la carrera musical de Springsteen. El álbum fue situado en el puesto 379 de la lista de los 500 mejores álbumes de todos los tiempos, elaborada por la revista musical Rolling Stone.

## Historia
Springsteen y Mike Appel, su primer representante, decidieron grabar Greetings from Asbury Park, N.J. en los 914 Sound Studios de Nueva York, un estudio de grabación de bajo coste para evitar gastos excesivos y registrar las canciones en una sola semana. Richard Davis, contrabajista en "The Angel", también tocó anteriormente en el álbum de Van Morrison Astral Weeks.
Una vez grabados los temas, hubo una disputa entre Appel y John Hammond, quienes preferían los temas en solitario, y Springsteen, que prefería las canciones grabadas con la E Street Band. El compromiso final se basó en incluir cinco canciones interpretadas con la banda ("For You", "Growin' Up", "Does This Bus Stop at 82nd Street?" "It's Hard to be a Saint in the City" y "Lost in the Flood") y cinco canciones en solitario ("Mary Queen of Arkansas", "The Angel", "Jazz Musician", "Arabian Nights", and "Visitation at Fort Horn"). Sin embargo, cuando el presidente de Columbia, Clive Davis, escuchó el álbum, pidió a Springsteen que compusiera una canción con vistas a publicar un sencillo de éxito. Tras la petición, Springsteen compuso y grabó "Blinded by the Light" y "Spirit in the Night", las cuales grabó con Vini López en la batería, Clarence Clemons al saxofón y el propio Springsteen en la guitarra, bajo y piano. Ambas canciones sustituyeron a "Jazz Musician", "Arabian Nights" y "Visitation at Fort Horn", que no fueron incluidas finalmente en el álbum.
Tanto "Blinded by the Light" como "Spirit in the Night" fueron publicadas como sencillos por Columbia, pero ninguna entró en la lista de sencillos de los Estados Unidos. Sin embargo, una versión que Manfredd Mann's Earth Band publicó de "Blinded by the Light" en el álbum The Roaring Silence alcanzó el primer puesto en las listas Billboard Hot 100 y RPM Canadian Chart el 19 de febrero de 1977. 
El 22 de noviembre de 2009, Springsteen tocó Greetings from Asbury Park, N.J. al completo por primera vez con la E Street Band en el HSBC Arena de  Buffalo (Nueva York), para conmemorar el último concierto de la gira de promoción de Working on a Dream. Este concierto supuso la primera vez interpretación en directo de "The Angel" con la E Street Band.

## Recepción
A pesar de no obtener una notable repercusión comercial, Greetings from Asbury Park, N.J. obtuvo un importante respaldo de la crítica musical. Robert Christgau de Creem alabó el álbum y comentó que «este chico tiene más del espíritu de Bob Dylan que John Prine. Sus canciones están llenas de energía absurda y corazón en una pretensión que hace de Dylan un genio en vez de un talento».
Ken Emerson escribió en su reseña de The Wild, the Innocent & the E Street Shuffle: «Greetings from Asbury Park, N.J. fue como "Subterranean Homesick Blues" tocada en un gramófono de 78 rpm, un típico tema de cinco minutos reventando con más palabras que esta crítica»."
En 2013, el álbum fue situado en el puesto 379 de la lista de los 500 mejores discos de todos los tiempos, elaborada por la revista musical Rolling Stone. La misma revista situó al álbum en el puesto 37 de los mejores discos debut.

## Lista de canciones
Todas las canciones escritas y compuestas por Bruce Springsteen. 
| Cara A |                                      |          |  |
| N.º    | Título                               | Duración |  |
| 1.     | «Blinded by the Light»               | 5:05     |  |
| 2.     | «Growin' Up»                         | 3:07     |  |
| 3.     | «Mary Queen of Arkansas»             | 5:21     |  |
| 4.     | «Does This Bus Stop at 82nd Street?» | 2:07     |  |
| 5.     | «Lost in the Flood»                  | 5:20     |  |

| Cara B |                                       |          |  |
| N.º    | Título                                | Duración |  |
| 6.     | «The Angel»                           | 3:25     |  |
| 7.     | «For You»                             | 4:41     |  |
| 8.     | «Spirit in the Night»                 | 5:00     |  |
| 9.     | «It's Hard to Be a Saint in the City» | 3:14     |  |

## Personal
| Músicos - Bruce Springsteen: voz, guitarra acústica, bajo, guitarra eléctrica, armónica, piano y congas - Clarence Clemons: saxofón y coros - Vini "Mad Dog" Lopez: batería, corno inglés y coros - David Sancious: teclados, órgano, piano y saxofón - Garry Tallent: bajo y cuerno - Richard Davis: bajo y contrabajo - Harold Wheeler: piano | Equipo técnico - Jim Cretecos: producción musical - Louis Lehav: ingeniero de sonido - Jack Ashkinazy: remezcla - John Berg: diseño de portada - Fred Lombardi: diseño de contraportada |

## Posición en listas
| Año  | País           | Lista                | Posición |
| ---- | -------------- | -------------------- | -------- |
| 1973 | Suecia         | Swedish Albums Chart | 35       |
| 1973 | Reino Unido    | UK Album Chart       | 41       |
| 1973 | Estados Unidos | Billboard 200        | 60       |
| 1973 | Australia      | ARIA Albums Charts   | 71       |